# Великі Чешниці
Великі Чешниці (словен. Velike Češnjice) — поселення в общині Іванчна Гориця, Осреднєсловенський регіон, Словенія. Висота над рівнем моря: 364 м.